# Григор'єв Ігор Валерійович
Ігор Валерійович Григор'єв (рос. Игорь Валерьевич Григорьев; 19 червня 1978, м. Свердловськ, СРСР) — російський хокеїст, захисник.
Виступав за «Динамо-Енергія» (Єкатеринбург), «Металург» (Сєров), «Кедр» (Новоуральськ), «Зауралля» (Курган), «Супутник» (Нижній Тагіл), «Автомобіліст» (Єкатеринбург), «Югра» (Ханти-Мансійськ), «Зауралля» (Курган), «Алмати». 